# Aziatische goudplevier
De Aziatische goudplevier (Pluvialis fulva) is een steltloper uit de familie der plevieren (Charadriidae). De Aziatische goudplevier broedt op de Siberische en Alaskaanse toendra's.

## Kenmerken
De Aziatische goudplevier lijkt op de Europese en de Amerikaanse goudplevier. Zowel de Amerikaanse als de Aziatische goudplevier zijn kleiner en slanker dan de Europese goudplevier, met langere, donkergrijze poten, een langere snavel, langere hals, langere vleugels en een verder uitstekende staartpunt. De ondervleugel is geheel grijs in plaats van wit. De Aziatische goudplevier is lastig te onderscheiden van de Amerikaanse goudplevier. Beide soorten werden lange tijd als ondersoorten beschouwd van dezelfde soort, de "kleine goudplevier". De Aziatische goudplevier is sierlijker, heeft langere poten, een langer hals en een langere, krachtigere snavel dan de Amerikaanse. De vleugels zijn wat korter en steken minder ver achter de staart uit.
Het kleed van de Aziatische goudplevier lijkt op dat van de Europese. Hij heeft meestal een lichte wenkbrauwstreep en een donkere oorstreek. De mantel, die loopt over de kruin, de rug en de vleugels, is bedekt met groengele en zwarte vlekken. In het volwassen zomerkleed heeft de soort een zwart gezicht, borst en romp, omrand door een zwart-wit gevlekte flankstreep, een witte anaalstreek en min of meer zwart gevlekte dekveren in de onderstaart. Het vrouwtje heeft een minder scherpe tekening dan het mannetje, met een minder of geen zwarte kop. Bij een tweejarig vrouwtje bevinden zich vaak op de kop geheel lichte onderdelen. 

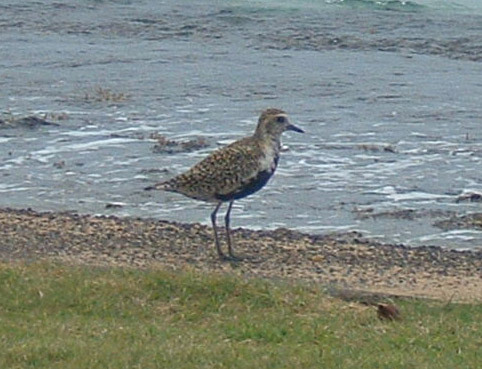
Aziatische goudplevier in winterkleed, op Maui, Hawaï

In het winterkleed heeft de soort een groenachtig bruingele mantel, en verscheidene onderdelen, waaronder de kop, hebben een warmere, vuilbeige tint. Ook het gezicht en de borst zijn meer gelig in plaats van zwart. Het juveniele kleed is geliger dan het winterkleed, met grotere mantelvlekken en vaak een schuine donkere vlek voor het oog en een donkere vlek op de achterrand van de oorstreek. Hij heeft in het juveniele en winterkleed een gouden zweem over de veren, in tegenstelling tot het grijzere juveniele en winterkleed van de Amerikaanse goudplevier.
De Aziatische goudplevier heeft een lichaamslengte van 23 tot 26 cm en een spanwijdte van 60 tot 67 cm.

## Geluid
De roep is een snel en krachtig tjuu-wiet of tjoeit, vergelijkbaar met de roep van de zwarte ruiter. Ook laat hij een zacht kluuie horen.

## Verspreiding en leefgebied
De Aziatische goudplevier broedt op de toendra's van Siberië en West-Alaska, en overwintert op graslanden, moddervlakten, vochtige weilanden en akkers in Zuid-Azië, Australië, de zuidkust van het Arabisch Schiereiland en het oosten van Oost-Afrika. Soms is hij als dwaalgast waar te nemen in Europa.

## Status
De Aziatische goudplevier heeft een enorm groot verspreidingsgebied en daardoor alleen al is de kans op de status  kwetsbaar (voor uitsterven) gering. De grootte van de populatie wordt geschat op 190 tot 250 duizend individuen. Deze aantallen lopen terug. Echter, het tempo ligt onder de 30% in tien jaar (minder dan 3,5% per jaar). Om deze redenen staat deze plevier als niet bedreigd op de Rode Lijst van de IUCN.

### Voorkomen in Nederland
De Aziatische goudplevier is in Nederland een zeldzame dwaalgast die jaarlijks wordt waargenomen. Tussen 1896 en 1999 waren er slechts 18 bevestigde waarnemingen, maar in de jaren 2000-2018 nam het aantal waarnemingen sterk toe tot in totaal 57. Sinds 2019 wordt het aantal waarnemingen niet meer bijgehouden.